# Baillou
Baillou är en kommun i departementet Loir-et-Cher i regionen Centre-Val de Loire i de centrala delarna av Frankrike. Kommunen ligger i kantonen Mondoubleau som tillhör arrondissementet Vendôme. År 2022 hade Baillou 205 invånare.

## Befolkningsutveckling
Antalet invånare i kommunen Baillou
| Referens: INSEE |